# IC 4607
IC 4607 ist eine elliptische Galaxie vom Hubble-Typ E im Sternbild Herkules. Sie ist schätzungsweise 862 Millionen Lichtjahre von der Milchstraße entfernt.
Das Objekt wurde am 20. Juli 1903 von Stéphane Javelle entdeckt.